# Miami Tower
Miami Tower je poslovna zgrada s 47 katova koja se nalazi u središtu grada Miamija. S visinom od 191 m trenutno je 8. najviša zgrada u Miamiju i saveznoj državi Floridi.

## Povijest
Gradnja Miami Towera je započela 1980. za potrebe tvrtke CenTrust Savings & Loan a završena je 1987. Neboder spada među top 10 najviših zgrada u Miamiju i Floridi. Zgrada je poznata što tijekom noći zna biti osvijetljena raznobojnim reflektorima koji pritom neboderu daju vizualni sjaj. Miami Tower ima 47 katova koji su arhitektonski podijeljeni u tri razine.
Zgradu je dizajnirala arhitektonska tvrtka Pei Cobb Freed & Partners a zamišljeno je da na uredske prostorije otpada 37 katova a preostalih 10 na parkirališna mjesta. Planiranje Miami Towera je započelo u veljači 1980. a izgradnja garaža je započela u studenome iste godine. Gradnja garažnog prostora je završena u veljači 1983. dok je izgradnja poslovnog dijela nebodera započela godinu potom. U kolovozu 1984. tokom gradnje Miami Towera oglasio se alarm na devetom katu te je izgradnja odgođena na nekoliko tjedana. 15. prosinca 1985. neboder je prvi puta osvijetljen u bojama Miami Dolphinsa, momčadi američkog nogometa.
Sredinom 1986. eksterijer zgrade bio je izgrađen a svečano otvaranje je namjeravano tokom rane jeseni iste godine. Zbog neravnomjernog slijeganja temelja Miami Towera u jednoj stani za nekoliko inčeva došlo je do ne-usklađivanja tračnica lifta. Zbog toga je svečano otvorenje odgođeno do veljače 1987.
Miami Tower stekao je popularnost zbog luksuznog interijera i eksterijera, uključujući podne obloge od mramora i zlata površine 930 kvadratnih metara na vanjskoj terasi 11. kata. Tu je i teretana čiji su ormarići za njene korisnike izrađeni od mahagonija.
Zgrada ima površinu od 108.000 kvadratnih metara a na njenom krovu je Gloria Estefan 1994. snimila video spot za pjesmu "Turn The Beat Around".

## Miami Tower u popularnoj kulturi
Miami Tower se pojavio u nekoliko TV serija i videoigara. Neboder se pojavljuje u najavnoj špici TV serije Miami Vice koja se snimala tokom 1980-ih. U istoimenom filmu koji je nastao na temelju te serije neboder se pojavljuje više puta. U FOX-ovoj SF seriji Fringe, Miami Tower se prikazuje kao "Bostonska federalna zgrada".
Radnja videoigre Grand Theft Auto: Vice City događa se u izmišljenom gradu Vice Cityju koji je uvelike temeljen na Miamiju. U igri se pojavljuje Miami Tower pod izmišljenim nazivom "The Tower At International Place".

## Galerija slika
- Miami Tower obasjan bijelom bojom od reflektora.
- Miami Tower obasjan crvenom i zelenom bojom prilikom Božića 2010.

## Vanjske poveznice
- Web stranica o Miami Toweru
- Emporis.com